# Sibelius-Gletscher
Der Sibelius-Gletscher ist ein 19 km langer und bis zu 10 km breiter Gletscher im nördlichen Teil der Alexander-I.-Insel vor der Westküste der Antarktischen Halbinsel. Er fließt 16 km südwestlich des Mount Stephenson in den Mozart-Piedmont-Gletscher.
Aus der Luft entdeckt und grob kartiert wurde er 1937 bei der British Graham Land Expedition (1934–1937) unter der Leitung des australischen Polarforschers John Rymill. Luftaufnahmen der US-amerikanischen Ronne Antarctic Research Expedition (1947–1948) dienten Derek John Hatherhill Searle (1928–2003) vom Falkland Islands Dependencies Survey im Jahr 1960 für eine genauere Kartierung. Das UK Antarctic Place-Names Committee benannte den Gletscher 1960 nach dem finnischen Komponisten Jean Sibelius (1865–1957).